# Lamarck-Canyon
Koordinaten: 64° 45′ S, 137° 45′ O
Der Lamarck-Canyon ist ein Tiefseegraben in der D’Urville-See vor der Küste des ostantarktischen Adélielands.
Der Namensgeber ist nicht überliefert.